# Воднобуерачное сельское поселение
Воднобуера́чное се́льское поселе́ние — муниципальное образование в составе Камышинского района Волгоградской области.
Административный центр — село Воднобуерачное.

## История
Воднобуерачное сельское поселение образовано 5 марта 2005 года в соответствии с Законом Волгоградской области № 1022-ОД.

## Население
| 2010  | 2012  | 2013  | 2014  | 2015  | 2016  | 2017  |
| ----- | ----- | ----- | ----- | ----- | ----- | ----- |
| 1685  | ↘1658 | ↘1652 | ↘1645 | ↘1640 | ↘1622 | ↘1596 |
| 2018  | 2019  | 2020  | 2021  |       |       |       |
| ↗1613 | ↘1590 | ↘1546 | ↘1525 |       |       |       |

## Состав сельского поселения
| № | Населённый пункт  | Тип населённого пункта       | Население |
| - | ----------------- | ---------------------------- | --------- |
| 1 | Бутковка          | село                         | ↘44       |
| 2 | Верхняя Куланинка | село                         | ↗178      |
| 3 | Воднобуерачное    | село, административный центр | 1071      |
| 4 | Щербаковка        | село                         | 182       |
| 5 | Щербатовка        | село                         | ↘210      |